# Euginoma biseriata
Euginoma biseriata är en mossdjursart som beskrevs av Jean-Loup d'Hondt 1981. Euginoma biseriata ingår i släktet Euginoma och familjen Cellariidae. Inga underarter finns listade i Catalogue of Life.